# Anthophora chulumani
Anthophora chulumani är en biart som beskrevs av Urban och Melo 2005. Anthophora chulumani ingår i släktet pälsbin, och familjen långtungebin. Inga underarter finns listade i Catalogue of Life.